# Storm Runner
Storm Runner är en berg- och dalbana i nöjesparken Hersheypark i Pennsylvania, USA. Banan tillverkades av Intamin AG och togs i drift 8 maj 2004.